# Nephrolepis grayumiana
Nephrolepis grayumiana är en spjutbräkenväxtart som beskrevs av A. Rojas. Nephrolepis grayumiana ingår i släktet Nephrolepis och familjen Nephrolepidaceae. Inga underarter finns listade.